# Narcaeus
Narcaeus is een monotypisch geslacht van spinnen uit de  familie van de Thomisidae (krabspinnen).

## Soort
- Narcaeus picinus Thorell, 1890